# Чисті пруди (станція метро)
55°45′53″ пн. ш. 37°38′18″ сх. д. / 55.76472° пн. ш. 37.63833° сх. д.
Чи́сті пруди́ (рос. Чистые пруды) — станція Сокольницької лінії Московського метрополітену. Відкрита 15 травня 1935 р. Розташована між станціями «Красні Ворота» і «Луб'янка», на території Басманного району Центрального адміністративного округу Москви.

## Історія
Станція відкрита у складі першої пускової черги Московського метрополітену — «Сокольники» — «Парк культури» з відгалуженням «Охотний Ряд» — «Смоленська». Спочатку станція не мала центрального залу, лише біля виходів розташовувалося два коротких аванзали для переходу між коліями. Лише в 1971 р. станцію було реконструйовано у трисклепінну.
Під час Німецько-радянської війни на станції перебували відділи Генерального штабу і ППО країни. У 1947 р. на станції вперше у Московському метрополітені були встановлені люмінесцентні лампи.

## Вестибюлі й пересадки
Станція має наземний вестибюль, розташований на початку Чистопрудного бульвару. Через нього можна вийти, крім бульвару, на Площу М'ясницькі ворота і М'ясницьку вулицю. З 5 січня 1972 з'єднана пересадкою зі станцією «Тургенєвська», з 13 січня 2008 — зі «Стрітенським бульваром».

### Пересадки
- Метростанцію  Тургенєвська
- Метростанцію  Сретенський бульвар
- Автобуси: с633, 913, н15

## Технічна характеристика
Конструкція станції — пілонна трисклепінна (глибина закладення — 35 м). Споруджена за індивідуальним проектом гірничим способом з оздобленням з монолітного бетону. Спочатку мала два короткі аванзали на місці центрального залу. Реконструйована у трисклепінну в 1971.

## Фотографії

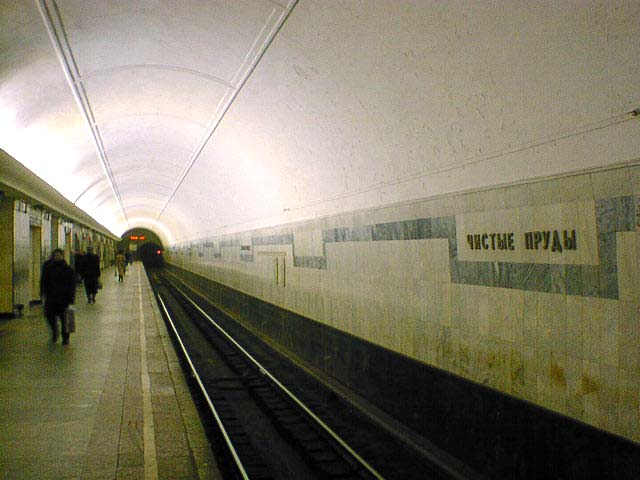
Посадкова платформа, 2000 рік
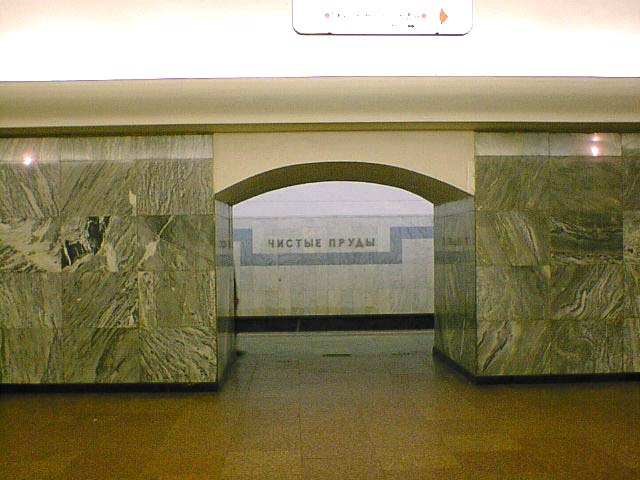
Прохід до посадкової платформи, 2000 рік

## Колійний розвиток
Станція без колійного розвитку.

## Оздоблення
Склепіння станційного залу підтримують два ряди масивних спарених пілонів, оздоблених світлим уральським мармуром «коєлга» і димчастим мармуром «уфалей». Опори склепіння приховані широкими карнизами, за якими розміщені світильники. Підлога викладена сірим і рожевим гранітом (до 1972, покриття було асфальтовим). До спорудження переходу на станцію «Стрітенський бульвар» біля торцевої стіни знаходився бронзовий бюст С. М. Кірова, на честь якого довгий час називалася станція (автор — М Г Манізер). Зараз погруддя знаходиться в переході зі станції «Стрітенський бульвар» на станцію «Тургенєвська» і втратило зв'язок зі станцією, що називалася на честь Кірова. Колійні стіни оздоблені світло-сірим мармуром (до середини 1990-х — білою керамічною плиткою), знизу — чорним гранітом.